# Kostel svatého Petra a Pavla (Peruc)
Kostel svatého Petra a Pavla je římskokatolický filiální kostel v Peruci v okrese Louny. Stojí naproti zámku mezi náměstím E. Filly a náměstím Sv. Čecha. Od roku 1964 je chráněn jako kulturní památka.

## Historie
Farní kostel existoval v Peruci už v 14. století. Koncem první čtvrtiny 18. století byl znovu postaven nákladem 8 871 zlatých podle projektu architekta Pietra Paola Columbaniho. V roce 1824 proběhla obnova kostela.

## Stavební podoba
Jednolodní kostel je orientovaný k západu. Má obdélnou loď s oble ukončeným presbytářem. K bočním stěnám přiléhá sakristie na jižní straně a schodiště na straně severní. Oba přístavky mají v prvním patře oratoře. Ke stranám východního průčelí přiléhají kaple a schodišťový přístavek. Boční kaple a sakristie mají nároží zdobená pilastry. Dominantou východního průčelí je hranolová věž s nárožními pilastry a cibulovou střechou. Boční fasády jsou členěné lizénovými rámci s předloženými pilastry a segmentově zakončenými okny.

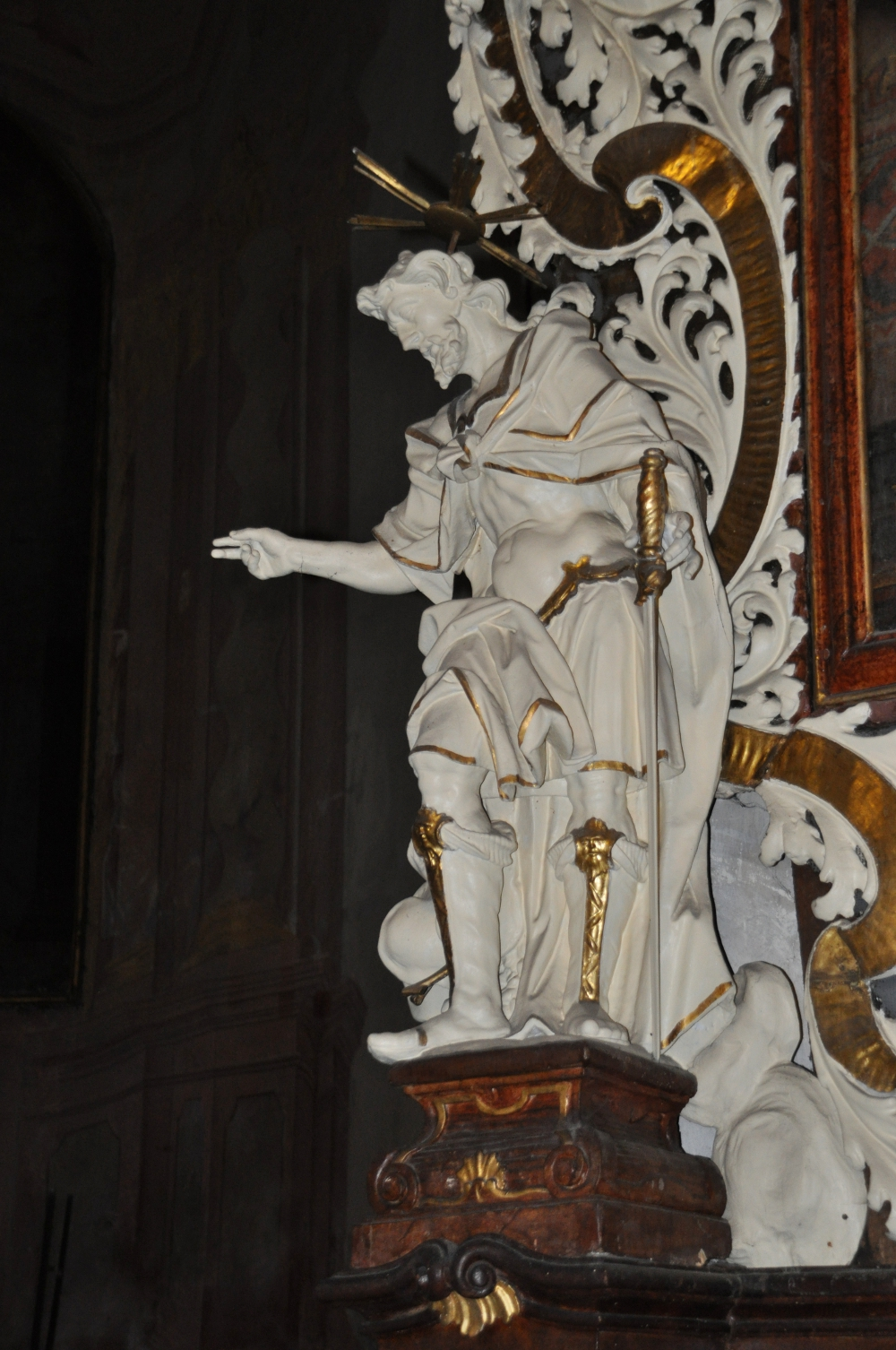
Socha v interiéru

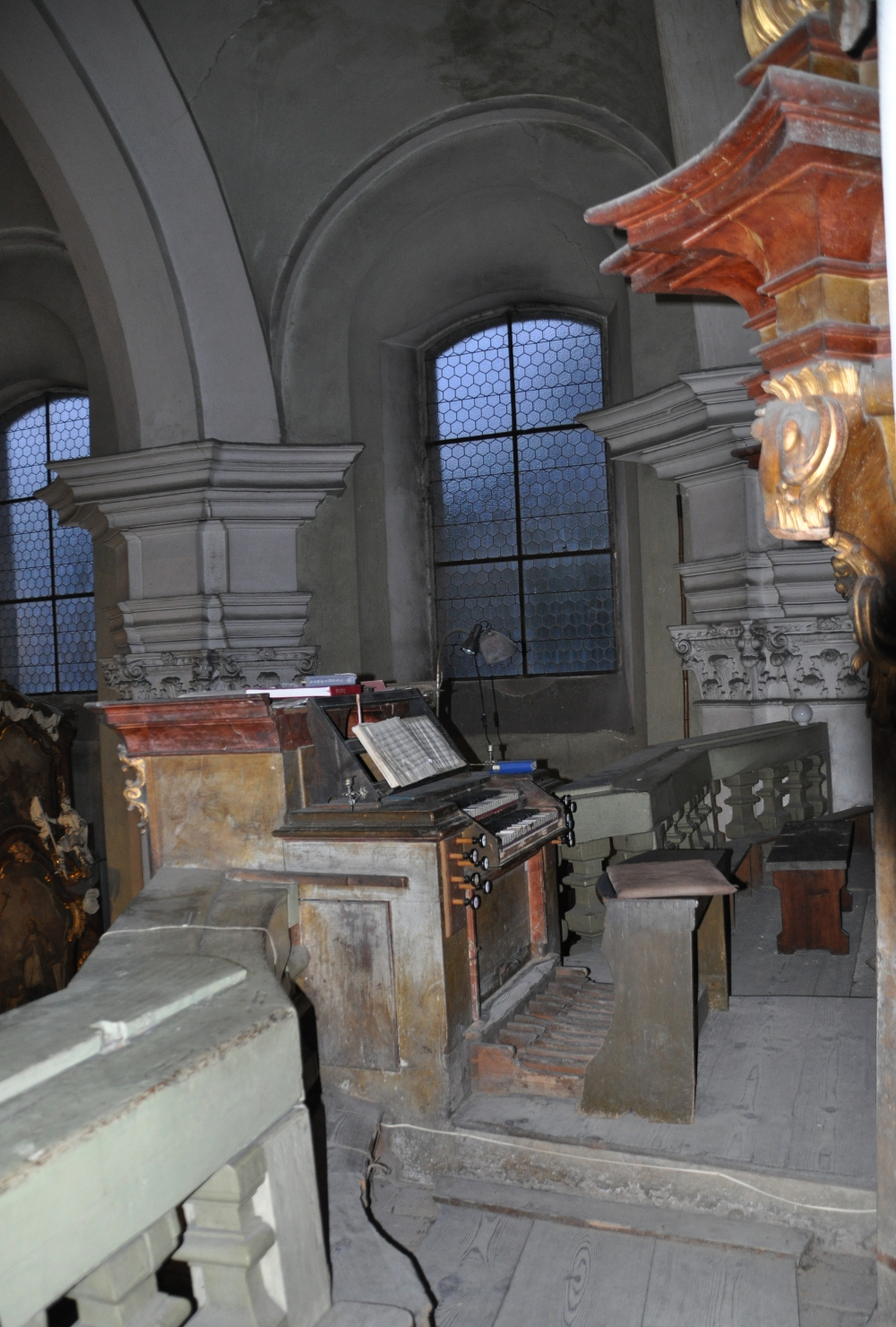
Varhany z roku 1763 od Ignáce Schmieda

Ve výklencích tříosého východního průčelí jsou umístěny sochy svatého Václava a svatého Jana Nepomuckého. Ve středu průčelí se nachází obdélný portál, nad nímž je okno a zvlněný křídlový štít s rozeklaným nástavcem. Ve výklenku štítu stojí socha Ježíše Krista. Po stranách štítu stojí sochy svatého Petra a svatého Pavla. Nad nimi na nástavci jsou sochy andělů.
Ve východní části lodi stojí zděná kruchta podepřená dvěma pilíři a podklenutá valenou klenbou s lunetami. Samotná kruchta je zaklenutá trojicí polí křížové klenby. Loď je třicet metrů dlouhá, sedm metrů široká a zaklenutá třemi poli plackové klenby a pásy, které sbíhají na pilastry na přízedních pilířích. Loď je zakončena stlačeným vítězným obloukem, za kterým je presbytář s valenou klenbou a lunetami. Sakristie má plochý strop, ale oratoře nad sakristií i protějším schodišťovým přístavkem mají plackové klenby a balkóny vyložené do prostoru presbytáře.

## Zařízení
Hlavní oltář je iluzivní malovaná sloupová architektura. Zdobí jej obrazy svatého Petra a Pavla a Nejsvětější Trojice od Johanna Adama Schöpfa. Hlavní oltář je doplněn dvojicí protějškových oltářů z první třetiny osmnáctého století a další dvojicí rokokových oltářů s bohatou sochařskou výzdobou z poloviny osmnáctého století. Na starších oltářích jsou sochy a obrazy světců. Oba obrazy namaloval roku 1677 premonstrát Gerardi.
Kromě dalšího vybavení se v interiéru kostela nachází řada náhrobníků, které patří mimo jiné svobodnému pánovi Janovi z Ledeburu a jeho manželce Beatrix, rozené Beckové ze Steinu, Alexandrovi z Ledeburu a jeho manželce Anně Marii Alžbětě, rozené z Elverfeldtu (z roku 1717), Bedřichovi z Lobkovic (z roku 1594), Ludmile z Donína a faráři Alexandru Zeiczlerovi z roku 1805.

## Zajímavost
V kostele se nachází také obraz zřídka zobrazovaného blahoslaveného Wolfholda (nebo také Wolpholda), kněze v Hohenwartu v Bavorsku, patrona proti bolesti od kamenů v útrobách (litiáza, tvorba konkrementů v orgánech; svátek 1. února; nápis na obraze: B. Wolpholdus, patronus contra calculum).